# Cho Gue-sung
Cho Gue-sung (kor. 조규성; ur. 25 stycznia 1998 w Ansan) – południokoreański piłkarz grający na pozycji napastnika w klubie FC Midtjylland oraz reprezentacji Korei Południowej. Uczestnik Mistrzostw Świata 2022.

## Kariera klubowa
Cho Gue-sung jest wychowankiem FC Anyang. W 2020 roku przeniósł się do Jeonbuk Hyundai Motors. Już w pierwszym sezonie w tym klubie zdobył K League 1 oraz Puchar Korei Południowej. W następnym roku został powołany do wojskowej drużyny Gimcheon Sangmu FC, aby odbyć służbę. Do Jeonbuk powrócił w 2022. Wówczas ponownie zdobył Korean FA Cup. W tym samym sezonie został królem strzelców ligi i trafił do jedenastki roku. 11 lipca 2023 podpisał kontrakt z FC Midtjylland. 22 lipca zadebiutował w lidze duńskiej, strzelając bramkę w wygranym 1:0 meczu z Hvidovre IF.

## Kariera reprezentacyjna
W reprezentacji Korei Południowej zadebiutował 7 września 2021 przeciwko Libanowi. Pierwszą bramkę w kadrze zdobył 15 stycznia 2022 w meczu z Islandią. Został powołany na Mistrzostwa Świata 2022, gdzie strzelił dublet w przegranym 2:3 meczu z Ghaną.